# Pustyje Cholmy
Pustyje Cholmy (russisch Пустые холмы, auch in der englischen Übersetzung Empty Hills bekannt) ist ein internationales, nichtkommerzielles Kunst- und Musikfestival in Russland. Es findet seit 2003 jährlich statt. Die Anzahl der Besucher liegt bei etwa 50.000. Der Veranstaltungsort wechselt jedes Jahr und wird erst einige Tage vor dem Festival bekannt gegeben. Meist findet das Festival in Oblast Smolensk oder Oblast Kaluga über einige Tage im Juni statt.
Hinter Empty Hills steht kein Unternehmen, Organisation oder Behörde. Ebenso gibt es keine Großsponsoren. Freiwillige sind für die Organisation des Festivals zuständig und es wird von Kleinspenden getragen. Das Musikprogramm ist abwechslungsreich und beschränkt sich nicht auf einzelne Genres. Vielen unbekannten Künstlern wird Raum geboten. Neben der Musik umfasst das Programm verschiedene Kunstformen, wie Theater, Kino, Tanz, Performances, Skulpturen, Installationen oder Seminare. Die Besucher haben die Möglichkeit das Festival selbst zu gestalten und sich einzubringen.